# Pedro Raul
Pedro Raul Garay da Silva (* 5. November 1996 in Porto Alegre), auch einfach nur Pedro Raul genannt, ist ein brasilianischer Fußballspieler.

## Karriere
Pedro Raul Garay da Silva stand 2017 beim EC Cruzeiro in Cachoeirinha im brasilianischen Bundesstaat Rio Grande do Sul unter Vertrag. Im September 2017 wechselte er nach Europa. Hier unterschrieb er in Portugal einen Vertrag bei Vitória Guimarães, wo er in der zweiten Mannschaft eingesetzt wurde. Die Mannschaft aus Guimarães spielte in der zweiten Liga des Landes, der damaligen LigaPro. 2019 wurde er an den brasilianischen Verein Atlético Goianiense nach Goiânia ausgeliehen. Mit dem Verein gewann er 2019 die Staatsmeisterschaft von Goiás. Nach Vertragsende in Portugal spielte er 2020 in Rio de Janeiro bei Botafogo FR. 2021 zog es ihn nach Asien, wo er in Japan einen Vertrag bei Kashiwa Reysol unterschrieb. Der Klub aus Kashiwa spielte in der höchsten Liga des Landes. Am 21. September 2021 wurde er an den mexikanischen Verein FC Juárez ausgeliehen. Der Verein aus Ciudad Juárez spielte in der ersten mexikanischen Liga, der Liga MX. Für den FC Juárez bestritt er sieben Ligaspiele. Nach der Ausleihe kehrte er nicht nach Japan zurück. Direkt im Anschluss wurde er an den brasianischen Verein Goiás EC ausgeliehen. Mit dem Verein spielte er 34-Mal in der Ersten Liga, der Série A und elfmal in der Staatsmeisterschaft von Rio de Janeiro. Nach Vertragsende in Japan unterschrieb er Ende Dezember 2022 einen Vertrag beim CR Vasco da Gama in Rio de Janeiro. Seitdem tingelt er weiter durch diverse Klubs, ohne über eine längere Zeit bei einem zu verweilen.

## Erfolge
Atlético Goianiense
- Staatsmeisterschaft von Goiás: 2019

Ceará
- Staatsmeisterschaft von Ceará: 2025

Auszeichnungen
- Prêmio Craque do Brasileirão – Mannschaft der Saison: 2022[3]